# Amtsgericht Boxberg

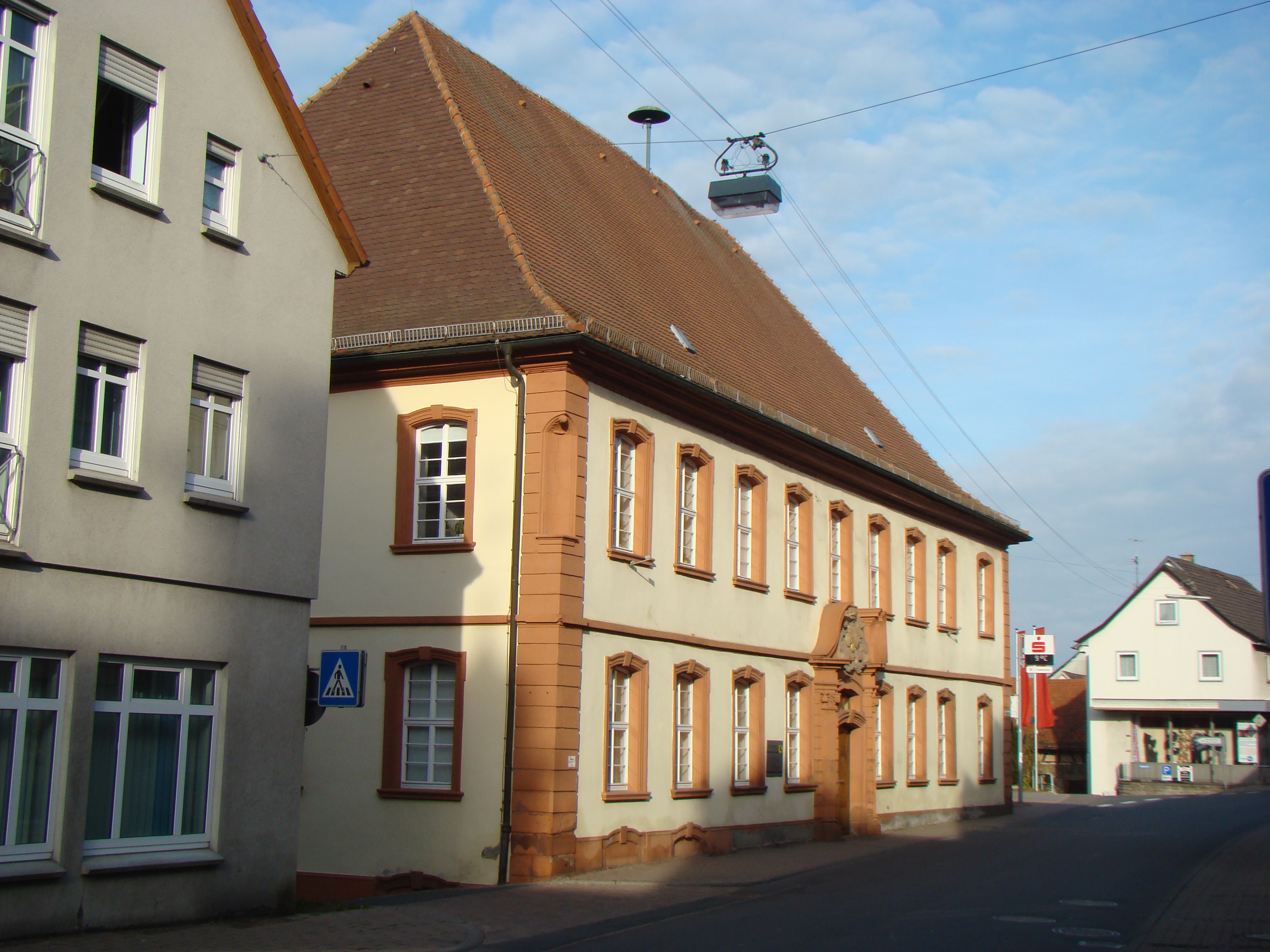
Ehem. Kurpfälzisches Amtshaus, später Amtsgericht, heute Rathaus

Das Amtsgericht Boxberg war ein Gericht der ordentlichen Gerichtsbarkeit in Boxberg in Baden-Württemberg im Bezirk des Landgerichts Mosbach.

## Geschichte

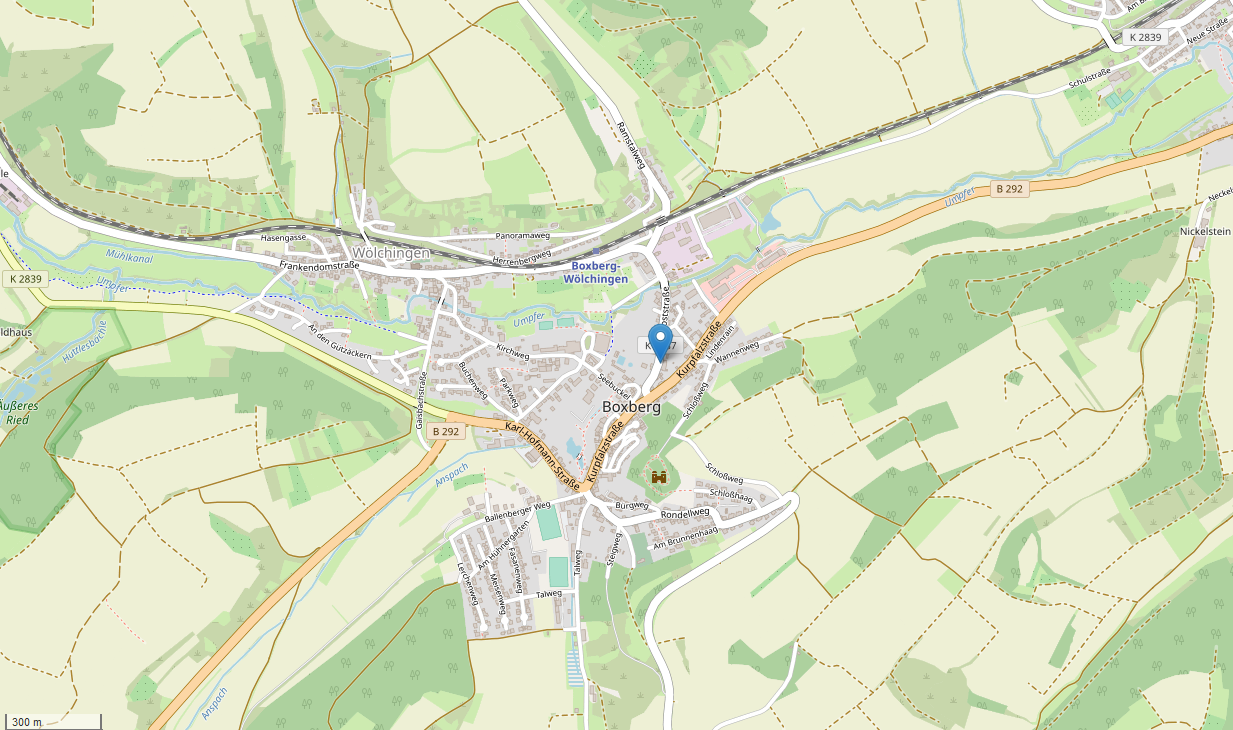
Lage des ehemaligen Amtsgerichts in Boxberg

Im Jahre 1857 wurde das Bezirksamt Boxberg von Boxberg nach Krautheim zum Bezirksamt Krautheim (1872 dann nach Tauberbischofsheim zum Bezirksamt Tauberbischofsheim) verlegt. Dafür erhielt Boxberg im Gegenzug ein Amtsgericht, das für 31 Gemeinden zuständig war. Das Gericht und das Notariat wurden in dem ehemaligen Amtshaus (Kurpfalzstraße 29) untergebracht, das durch die Verlegung der Bezirksbehörde frei geworden war. Diesen Amtsverlust wollten die Boxberger jedoch nicht hinnehmen und kämpften über Jahre für ein Bezirksamt. Im Jahre 1898 führte dies zum Erfolg und das Amtshaus wurde wieder eröffnet, wozu das Amtsgericht in die Poststraße 4 umsiedelte. 1924 wurde das Bezirksamt Boxberg erneut aufgehoben. Im Jahre 1974 wurde das Amtsgericht Boxberg aufgehoben und das Amtsgericht Tauberbischofsheim übernahm dessen Bezirk.
Dem Amtsgericht Boxberg war das Landgericht Mosbach unmittelbar übergeordnet. Zuständiges Oberlandesgericht war das Oberlandesgericht Karlsruhe.